# Jim Tunney (Politiker)
Jim Tunney (* 25. Dezember 1923; † 17. Januar 2002) war ein irischer Politiker.
Tunney wurde 1969 für die Fianna Fáil in den Dáil Éireann gewählt. Er gehörte dem Unterhaus bis 1992 an. In seiner Zeit als Abgeordneter war er im 19. und im 21. Dáil parlamentarischer Sekretär beim Bildungsminister. Vom 1. Januar 1978 bis zum 30. Juni 1981 übte Tunney das Amt eines Staatsministers im Bildungsministerium aus und trat dann schließlich von diesem Posten zurück, um stellvertretender Vorsitzender des Unterhauses (Leas-Cheann Comhairle) zu werden. Er bekleidete das Amt vom 7. Juli 1981 bis zum 27. Januar 1982, vom 23. März 1982 bis zum 4. November 1982, danach erneut vom 24. März 1987 bis zum 25. Mai 1989 sowie im 26. Dáil vom 18. Juli 1989 bis zum 24. November 1992. 
Von 1985 bis 1986 bekleidete er das Amt des Oberbürgermeisters von Dublin (Lord Mayor of Dublin).